# Liste der Nummer-eins-Hits in Neuseeland (1993)
Dies ist eine Liste der Nummer-eins-Hits in Neuseeland im Jahr 1993. Sie basiert auf den offiziellen Single und Albums Top 40, die im Auftrag von Recorded Music NZ, dem neuseeländischen Vertreter der IFPI, ermittelt werden. Es gab in diesem Jahr 12 Nummer-eins-Singles und 18 Nummer-eins-Alben.

## Singles
| ← 1992 ← | Liste der Nummer-eins-Hits in Neuseeland | Liste der Nummer-eins-Hits in Neuseeland | Liste der Nummer-eins-Hits in Neuseeland                                                     | 1994 → |
| \| Zeitraum \| Wo. ges. \| Interpret \| Titel Autor(en) \| Zusätzliche Informationen \| \| (Zeitraum, Wochen auf Platz eins, Interpret, Titel, Autor[en], zusätzliche Informationen) \| \| \| \| \| \| ----------------------------------------------------------------------------------------- \| -------- \| -------------------------------------- \| -------------------------------------------------------------------------------------------- \| ----------------------------------------------------------------------------------------------------------------------------------------------------------------------------------------------- \| \| 20. Dezember 1992 – 27. März 1993 14 Wochen \| 14 \| Whitney Houston \| I Will Always Love You Dolly Parton \| – \| \| 28. März 1993 – 10. April 1993 2 Wochen \| 2 \| Boyz II Men \| In the Still of the Nite (I’ll Remember) Fredericke L. Parris \| – \| \| 11. April 1993 – 8. Mai 1993 4 Wochen \| 4 \| Michael Jackson \| Give In to Me Michael Joe Jackson, Bill Bottrell \| – \| \| 9. Mai 1993 – 29. Mai 1993 3 Wochen \| 3 \| Snow \| Informer Shawn Leigh Moltke, Darrin Kenneth O’Brien, Edmond Daryll Leary, Michael L. Grier \| – \| \| 30. Mai 1993 – 12. Juni 1993 2 Wochen \| 2 \| Janet Jackson \| That’s the Way Love Goes Janet Damita Jo Jackson, James Samuel Harris II, Terry Steven Lewis \| – \| \| 13. Juni 1993 – 21. August 1993 10 Wochen (insgesamt 11) \| 11 \| UB40 \| I Can’t Help Falling in Love with You George David Weiss, Luigi Creatore, Hugo E. Peretti \| – \| \| 22. August 1993 – 28. August 1993 1 Woche (insgesamt 3) \| 3 \| The Red Nose Band feat. Hammond Gamble \| You Make the Whole World Smile Murray Robert Grindlay, Murray Wallace McNabb \| Bereits im Jahr zuvor stand die Benefiz-Single an der Chartspitze. Damit ist es der einzige Hit, der in Neuseeland in zwei verschiedenen Jahren in die Charts eintrat und Platz 1 erreichte.[1] \| \| 29. August 1993 – 4. September 1993 1 Woche \| 1 \| UB40 \| I Can’t Help Falling in Love with You George David Weiss, Luigi Creatore, Hugo E. Peretti \| – \| \| 5. September 1993 – 11. September 1993 1 Woche (insgesamt 2) \| 2 \| Green Jellÿ \| Three Little Pigs Musik: Marc L. Levinthal; Text: William Charles Manspeaker \| – \| \| 12. September 1993 – 18. September 1993 1 Woche \| 1 \| Billy Joel \| River of Dreams Billy Joel \| – \| \| 19. September 1993 – 25. September 1993 1 Woche (insgesamt 2) \| 2 \| Green Jellÿ \| Three Little Pigs Musik: Marc L. Levinthal; Text: William Charles Manspeaker \| – \| \| 26. September 1993 – 30. Oktober 1993 5 Wochen \| 5 \| Meat Loaf \| I’d Do Anything for Love (But I Won’t Do That) Jim Steinman \| – \| \| 31. Oktober 1993 – 27. November 1993 4 Wochen \| 4 \| Inner Circle \| Sweat (A La La La La Long) Roger Lewis, Ian Lewis \| – \| \| 28. November 1993 – 15. Januar 1994 7 Wochen \| 7 \| Bitty McLean \| It Keeps Rainin’ Dave Bartholomew, Antoine Dominique Domino, Robert Charles Guidry \| – \| |                                          |                                          |                                                                                              | |
| ← 1992 |                                          |                                          |                                                                                              | → 1994 → |
| Zeitraum | Wo. ges.                                 | Interpret                                | Titel Autor(en)                                                                              | Zusätzliche Informationen |
| (Zeitraum, Wochen auf Platz eins, Interpret, Titel, Autor[en], zusätzliche Informationen) |                                          |                                          |                                                                                              | |
| 20. Dezember 1992 – 27. März 1993 14 Wochen | 14                                       | Whitney Houston                          | I Will Always Love You Dolly Parton                                                          | – |
| 28. März 1993 – 10. April 1993 2 Wochen | 2                                        | Boyz II Men                              | In the Still of the Nite (I’ll Remember) Fredericke L. Parris                                | – |
| 11. April 1993 – 8. Mai 1993 4 Wochen | 4                                        | Michael Jackson                          | Give In to Me Michael Joe Jackson, Bill Bottrell                                             | – |
| 9. Mai 1993 – 29. Mai 1993 3 Wochen | 3                                        | Snow                                     | Informer Shawn Leigh Moltke, Darrin Kenneth O’Brien, Edmond Daryll Leary, Michael L. Grier   | – |
| 30. Mai 1993 – 12. Juni 1993 2 Wochen | 2                                        | Janet Jackson                            | That’s the Way Love Goes Janet Damita Jo Jackson, James Samuel Harris II, Terry Steven Lewis | – |
| 13. Juni 1993 – 21. August 1993 10 Wochen (insgesamt 11) | 11                                       | UB40                                     | I Can’t Help Falling in Love with You George David Weiss, Luigi Creatore, Hugo E. Peretti    | – |
| 22. August 1993 – 28. August 1993 1 Woche (insgesamt 3) | 3                                        | The Red Nose Band feat. Hammond Gamble   | You Make the Whole World Smile Murray Robert Grindlay, Murray Wallace McNabb                 | Bereits im Jahr zuvor stand die Benefiz-Single an der Chartspitze. Damit ist es der einzige Hit, der in Neuseeland in zwei verschiedenen Jahren in die Charts eintrat und Platz 1 erreichte. |
| 29. August 1993 – 4. September 1993 1 Woche | 1                                        | UB40                                     | I Can’t Help Falling in Love with You George David Weiss, Luigi Creatore, Hugo E. Peretti    | – |
| 5. September 1993 – 11. September 1993 1 Woche (insgesamt 2) | 2                                        | Green Jellÿ                              | Three Little Pigs Musik: Marc L. Levinthal; Text: William Charles Manspeaker                 | – |
| 12. September 1993 – 18. September 1993 1 Woche | 1                                        | Billy Joel                               | River of Dreams Billy Joel                                                                   | – |
| 19. September 1993 – 25. September 1993 1 Woche (insgesamt 2) | 2                                        | Green Jellÿ                              | Three Little Pigs Musik: Marc L. Levinthal; Text: William Charles Manspeaker                 | – |
| 26. September 1993 – 30. Oktober 1993 5 Wochen | 5                                        | Meat Loaf                                | I’d Do Anything for Love (But I Won’t Do That) Jim Steinman                                  | – |
| 31. Oktober 1993 – 27. November 1993 4 Wochen | 4                                        | Inner Circle                             | Sweat (A La La La La Long) Roger Lewis, Ian Lewis                                            | – |
| 28. November 1993 – 15. Januar 1994 7 Wochen | 7                                        | Bitty McLean                             | It Keeps Rainin’ Dave Bartholomew, Antoine Dominique Domino, Robert Charles Guidry           | – |

## Alben
| ← 1992 ← | Liste der Nummer-eins-Hits in Neuseeland | Liste der Nummer-eins-Hits in Neuseeland | Liste der Nummer-eins-Hits in Neuseeland            | 1994 →                    |
| \| Zeitraum \| Wo. ges. \| Interpret \| Titel \| Zusätzliche Informationen \| \| (Zeitraum, Wochen auf Platz eins, Interpret, Titel, zusätzliche Informationen) \| \| \| \| \| \| ------------------------------------------------------------------------------ \| -------- \| ----------------- \| --------------------------------------------------- \| ------------------------- \| \| 13. Dezember 1992 – 23. Januar 1993 6 Wochen (insgesamt 18) \| 18 \| Eric Clapton \| Unplugged \| – \| \| 24. Januar 1993 – 13. März 1993 7 Wochen (insgesamt 8) \| 8 \| (Soundtrack) \| The Bodyguard \| – \| \| 14. März 1993 – 20. März 1993 1 Woche (insgesamt 18) \| 18 \| Eric Clapton \| Unplugged \| – \| \| 21. März 1993 – 27. März 1993 1 Woche (insgesamt 8) \| 8 \| (Soundtrack) \| The Bodyguard \| – \| \| 28. März 1993 – 17. April 1993 3 Wochen (insgesamt 18) \| 18 \| Eric Clapton \| Unplugged \| – \| \| 18. April 1993 – 24. April 1993 1 Woche \| 1 \| Pink Floyd \| The Dark Side of the Moon \| – \| \| 25. April 1993 – 15. Mai 1993 3 Wochen \| 3 \| The Cult \| Pure Cult – for Rockers, Ravers, Lovers and Sinners \| – \| \| 16. Mai 1993 – 29. Mai 1993 2 Wochen (insgesamt 3) \| 3 \| Kenny G \| Breathless \| – \| \| 30. Mai 1993 – 12. Juni 1993 2 Wochen \| 2 \| Michael Jackson \| Dangerous \| – \| \| 13. Juni 1993 – 19. Juni 1993 1 Woche (insgesamt 3) \| 3 \| Kenny G \| Breathless \| – \| \| 20. Juni 1993 – 3. Juli 1993 2 Wochen \| 2 \| Spin Doctors \| Pocket Full of Kryptonite \| – \| \| 4. Juli 1993 – 10. Juli 1993 1 Woche \| 1 \| Janet Jackson \| Janet. \| – \| \| 11. Juli 1993 – 17. Juli 1993 1 Woche \| 1 \| Jimi Hendrix \| The Ultimate Experience \| – \| \| 18. Juli 1993 – 24. Juli 1993 1 Woche \| 1 \| U2 \| Zooropa \| – \| \| 25. Juli 1993 – 11. September 1993 7 Wochen \| 7 \| UB40 \| Promises and Lies \| – \| \| 12. September 1993 – 25. September 1993 2 Wochen \| 2 \| Little River Band \| The Classic Collection \| – \| \| 26. September 1993 – 2. Oktober 1993 1 Woche \| 1 \| Billy Joel \| River of Dreams \| – \| \| 3. Oktober 1993 – 30. Oktober 1993 4 Wochen \| 4 \| Meat Loaf \| Bat Out of Hell II: Back into Hell \| – \| \| 31. Oktober 1993 – 20. November 1993 3 Wochen \| 3 \| Pearl Jam \| Vs. \| – \| \| 21. November 1993 – 27. November 1993 1 Woche \| 1 \| Crowded House \| Together Alone \| – \| \| 28. November 1993 – 18. Dezember 1993 3 Wochen (insgesamt 13) \| 13 \| Bryan Adams \| So Far So Good \| – \| \| 19. Dezember 1993 – 25. Dezember 1993 1 Woche \| 1 \| John McDermott \| Danny Boy \| – \| \| 26. Dezember 1993 – 5. März 1994 10 Wochen (insgesamt 13) \| 13 \| Bryan Adams \| So Far So Good \| – \| |                                          |                                          |                                                     |                           |
| ← 1992 |                                          |                                          |                                                     | → 1994 →                  |
| Zeitraum | Wo. ges.                                 | Interpret                                | Titel                                               | Zusätzliche Informationen |
| (Zeitraum, Wochen auf Platz eins, Interpret, Titel, zusätzliche Informationen) |                                          |                                          |                                                     |                           |
| 13. Dezember 1992 – 23. Januar 1993 6 Wochen (insgesamt 18) | 18                                       | Eric Clapton                             | Unplugged                                           | –                         |
| 24. Januar 1993 – 13. März 1993 7 Wochen (insgesamt 8) | 8                                        | (Soundtrack)                             | The Bodyguard                                       | –                         |
| 14. März 1993 – 20. März 1993 1 Woche (insgesamt 18) | 18                                       | Eric Clapton                             | Unplugged                                           | –                         |
| 21. März 1993 – 27. März 1993 1 Woche (insgesamt 8) | 8                                        | (Soundtrack)                             | The Bodyguard                                       | –                         |
| 28. März 1993 – 17. April 1993 3 Wochen (insgesamt 18) | 18                                       | Eric Clapton                             | Unplugged                                           | –                         |
| 18. April 1993 – 24. April 1993 1 Woche | 1                                        | Pink Floyd                               | The Dark Side of the Moon                           | –                         |
| 25. April 1993 – 15. Mai 1993 3 Wochen | 3                                        | The Cult                                 | Pure Cult – for Rockers, Ravers, Lovers and Sinners | –                         |
| 16. Mai 1993 – 29. Mai 1993 2 Wochen (insgesamt 3) | 3                                        | Kenny G                                  | Breathless                                          | –                         |
| 30. Mai 1993 – 12. Juni 1993 2 Wochen | 2                                        | Michael Jackson                          | Dangerous                                           | –                         |
| 13. Juni 1993 – 19. Juni 1993 1 Woche (insgesamt 3) | 3                                        | Kenny G                                  | Breathless                                          | –                         |
| 20. Juni 1993 – 3. Juli 1993 2 Wochen | 2                                        | Spin Doctors                             | Pocket Full of Kryptonite                           | –                         |
| 4. Juli 1993 – 10. Juli 1993 1 Woche | 1                                        | Janet Jackson                            | Janet.                                              | –                         |
| 11. Juli 1993 – 17. Juli 1993 1 Woche | 1                                        | Jimi Hendrix                             | The Ultimate Experience                             | –                         |
| 18. Juli 1993 – 24. Juli 1993 1 Woche | 1                                        | U2                                       | Zooropa                                             | –                         |
| 25. Juli 1993 – 11. September 1993 7 Wochen | 7                                        | UB40                                     | Promises and Lies                                   | –                         |
| 12. September 1993 – 25. September 1993 2 Wochen | 2                                        | Little River Band                        | The Classic Collection                              | –                         |
| 26. September 1993 – 2. Oktober 1993 1 Woche | 1                                        | Billy Joel                               | River of Dreams                                     | –                         |
| 3. Oktober 1993 – 30. Oktober 1993 4 Wochen | 4                                        | Meat Loaf                                | Bat Out of Hell II: Back into Hell                  | –                         |
| 31. Oktober 1993 – 20. November 1993 3 Wochen | 3                                        | Pearl Jam                                | Vs.                                                 | –                         |
| 21. November 1993 – 27. November 1993 1 Woche | 1                                        | Crowded House                            | Together Alone                                      | –                         |
| 28. November 1993 – 18. Dezember 1993 3 Wochen (insgesamt 13) | 13                                       | Bryan Adams                              | So Far So Good                                      | –                         |
| 19. Dezember 1993 – 25. Dezember 1993 1 Woche | 1                                        | John McDermott                           | Danny Boy                                           | –                         |
| 26. Dezember 1993 – 5. März 1994 10 Wochen (insgesamt 13) | 13                                       | Bryan Adams                              | So Far So Good                                      | –                         |